# Турундаєвська
Турунда́євська (рос. Турундаевская) — присілок у складі Омутнінського району Кіровської області, Росія. Входить до складу Вятського сільського поселення.
Населення становить 7 осіб (2010, 26 у 2002).
Національний склад станом на 2002 рік — росіяни 100 %.